# Stefano Alleva
Stefano Francesco Alleva (Milano, 11 marzo 1963) è un regista e sceneggiatore italiano.

## Biografia
Nato a Milano nel 1963, compì gli studi superiori classici presso la Scuola navale militare "Francesco Morosini" di Venezia; dopo la laurea in Lettere moderne con indirizzo Scienza della comunicazione all'Università Cattolica del Sacro Cuore di Milano e il servizio militare, trascorse un periodo di studi negli Stati Uniti durante il quale si perfezionò in produzione a New York e regia ed elaborazione immagini a Chicago.
Nel periodo statunitense si dedicò anche alla produzione e all'allestimento di opere teatrali; vanta anche un'esperienza nello staff di Brian De Palma come assistente volontario della troupe di Chicago impegnata nella lavorazione del film Gli intoccabili.
Tra la fine degli anni ottanta e novanta si occupò di aiuto regia e produzione, sia in Italia che, ancora, negli Stati Uniti.
Come regista iniziò con il documentario (il primo, del 1987, fu il film ufficiale della Stramilano di quell'anno); in televisione diresse per la Rai episodi delle prime due stagioni di Un medico in famiglia (1997-1998), due stagioni di Un posto al sole (1998-1999) e 12 episodi tra la terza e la quinta stagione de La squadra (2002-2004).
Per Canale 5 fu regista in sei puntate della seconda stagione di Elisa di Rivombrosa (2004-2005) e dell'intero spin-off La figlia di Elisa - Ritorno a Rivombrosa (2006-2007).
Ha curato anche regie e laboratori teatrali in collaborazione con sua moglie, l'attrice Ewa Spadlo; per il cinema ha diretto Affari di famiglia, una commedia nera in tre atti, presentato a Spoleto il 20 aprile 2010.